# Francisco Antonio de Borja-Centelles y Ponce de Léon
Johann Philipp von Lamberg (Sassari, 27 de março de 1659 - Calahorra, 4 de abril de 1702) foi um cardeal do século XVIII

## Biografia
Nasceu em Sassari em  27 de março de 1659. Terceiro dos nove filhos de Francisco Carlos Pascual de Borja y Centelles, nono duque de Gandia. Irmão do cardeal Carlos de Borja y Centellas (1720).
Estudou na Universidade de Orihuela; e na Universidade de Alcalá de Henares, onde se doutorou in utroque iure , direito canônico e civil.
Ordenado (nenhuma informação encontrada). Professor de Instituta , Decretales e Sexta , Universidade de Alcalá de Henares. Arquidiácono de Calatrava e cônego prebendário do capítulo da catedral de Toledo. Membro e regente (presidente interino) do Conselho de Aragão. Conselheiro de Estado.
Criado cardeal sacerdote no consistório de 21 de junho de 1700; nunca foi a Roma para receber o chapéu vermelho e o título. Não participou do conclave de 1700, que elegeu o Papa Clemente XI, porque em viagem a Roma; foi chamado de volta a Madrid devido à morte do rei Carlos II.
Eleito bispo de Calahorra-La Calzada, 18 de julho de 1701. Consagrado, 31 de julho de 1701 (?), em Roma, (não há informações sobre os consagrantes). Promovido à sé metropolitana de Burgos, em 3 de abril de 1702; ele morreu no mesmo dia.
Morreu em Calahorra em 4 de abril de 1702. Exposto e enterrado (nenhuma informação encontrada).